# 武蔵通商
武蔵通商株式会社（むさしつうしょう）は東京都武蔵村山市に本社を置く総合物流会社。
1969年に設立。精密機器や医療機器などの輸送・梱包・据付・倉庫保管などに特化し事業を行っている。特に据付に関してはオリジナルの機材を業者と共同開発するなど拘りをもって対応している。拠点は本社以外に山形県天童市に山形営業所を構え同様の業務を展開している。
また、近年は美術品や高級家具、楽器などの梱包、輸送、保管などにも対応し幅広い顧客のニーズに応えている。

## 沿革
- 1969年：東京都国分寺市にて会社設立
- 1973年：武蔵村山市の現在地に移転
- 2003年：梱包工場、保管倉庫新設
- 2004年：グリーン経営認証を取得
- 2006年：(社)全日本トラック協会より安全性優良事業所に認定
- 2007年：山形県天童市に山形営業所を設立
- 2007年：東京都昭島市に昭島倉庫竣工